# 拉斐爾·烏達內塔
拉斐尔·何塞·乌达内塔-法里亚斯（西班牙語：Rafael José Urdaneta y Farías；1788年10月24日—1845年8月23日）是西班牙美洲獨立戰爭期間的委內瑞拉將軍，出生於馬拉開波。1830年至1831年擔任大哥倫比亞總統。

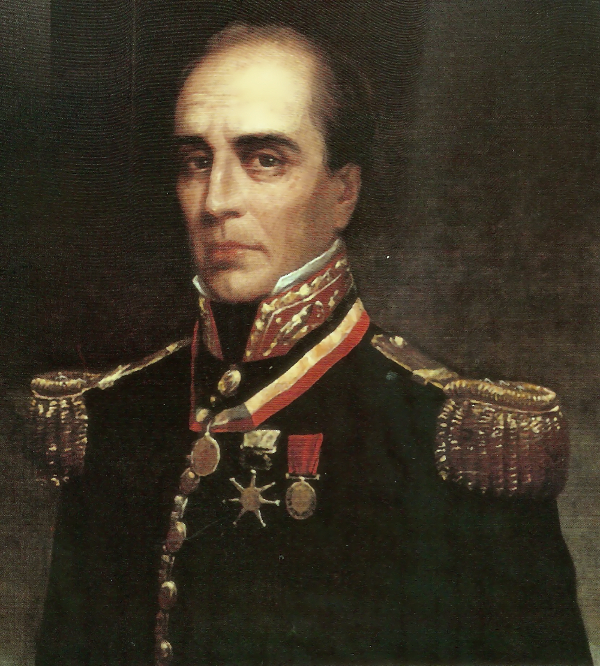
拉斐爾·烏達內塔